# Champions of Kamigawa
Champions of Kamigawa – rozszerzenie do kolekcjonerskiej gry karcianej Magic: the Gathering. Rozpoczyna on blok składający się z trzech dodatków, pod nazwą Blok Kamigawa. Pozostałe części bloku to: Betrayers of Kamigawa oraz Saviors of Kamigawa. Blok ten został osadzony w realiach starożytnego Dalekiego Wschodu - walki samurajów i wojowników ninja oraz pojedynków orientalnych magów. Można w nim znaleźć wiele nowych koncepcji i umiejętności nie wykorzystanych we wcześniejszych edycjach tej gry, np. "Splice onto Arcane" i "Soulshift". Jedne z najbardziej znanych kart wydanych w tej edycji to: "Cranial Extraction", "Kokusho, the Evening Star", "Meloku, the Clouded Mirror" i "Gifts Ungiven".